# 張宝
張 宝（ちょう ほう、? - 184年）は、中国後漢末期の人物。黄巾党の指導者の一人。兄は張角。弟は張梁。地公将軍と自称した。
兄の張角が黄巾の乱を起こすと弟の張梁と共にこれを補佐した。張角は既に反乱を起こしたときに病の身であったため、実質的には張宝が指揮を執っていたといわれている。
しかし朝廷の討伐軍が態勢を整えると、黄巾軍は敗北し広宗に籠城した。また籠城中に張角が病死し、張梁も戦死したという。残る張宝は下曲陽に籠城したが、皇甫嵩率いる討伐軍に大敗し、首を京観として城南の塚に埋められた。
小説『三国志演義』では張宝は妖術を使うことを得意とし、その妖術をもって官軍を何度も撃破しているが、朱儁の策で術を破られ敗走し、部下の厳政に殺されている。吉川英治の小説では、劉備軍の奇襲を受け同士討ちを始めたところを、劉備に弓で射殺されている。